# Rajmund Trzebiatowski
Rajmund Trzebiatowski (ur. 19 grudnia 1932 w Nielbarku, zm. 11 listopada 2023 w Szczecinie) – polski profesor nauk przyrodniczych w zakresie rybactwa i akwakultury, nauczyciel akademicki

## Życiorys
Maturę zdał w 1951 w Liceum Ogólnokształcącym i Pedagogicznym w Nowym Mieście Lubawskim. W latach 1951–1953 pracował jako nauczyciel w szkole podstawowej, a w latach 1953–1955 odbył zasadniczą służbę wojskową. W 1955 podjął studia na Wydziale Rybackim Wyższej Szkoły Rolniczej (WSR) w Olsztynie, otrzymując w 1960 tytuł zawodowy magistra inżyniera rybactwa. W 1958 został zatrudniony w Zakładzie Gospodarki Stawowej Katedry Rybactwa Jeziorowego i Rzecznego WSR w Olsztynie jako asystent techniczny, a od 1965 jako starszy asystent naukowo-dydaktyczny. W 1967 uzyskał stopień naukowy doktora nauk przyrodniczych na podstawie rozprawy Oddziaływanie czterech wybranych herbicydów na niektóre elementy biocenozy stawowej, wykonanej pod kierunkiem prof. dr Stanisława Sakowicza.  
W 1967 został przeniesiony służbowo do Wyższej Szkoły Rolniczej w Szczecinie i zatrudniony na stanowisku adiunkta w Katedrze Ichtiologii, a od 1974 – na stanowisku docenta. W 1980 otrzymał stopień naukowy doktora habilitowanego nauk przyrodniczych w zakresie ichtiologii. W 1984 uzyskał tytuł profesora nadzwyczajnego, a w 1992 – tytuł profesora zwyczajnego. 
Profesor Rajmund Trzebiatowski pełnił liczne funkcje kierownicze –- był kierownikiem Zakładu Rybackiego Zagospodarowania Wód Przybrzeżnych, Zakładu Rybactwa oraz Zakładu Akwakultury; dyrektorem Instytutu Eksploatacji i Ochrony Biologicznych Zasobów Morza oraz Instytutu Akwakultury i Techniki Rybackiej. Przez dwie kadencje był dziekanem Wydziału Rybactwa Morskiego i Technologii Żywności (1990-1993, 1993-1996). Był ponadto przewodniczącym Wojewódzkiego Oddziału Polskiego Towarzystwa Hydrobiologicznego i Wojewódzkiego Komitetu Ochrony Przyrody w Szczecinie.  
Należał do kilku towarzystw naukowych: Szczecińskiego Towarzystwa Naukowego, Polskiego Towarzystwa Zoologicznego, ETA, UEI i ŚTOJ. Należał do rad naukowych Instytutu Rybactwa Śródlądowego w Olsztynie, Wolińskiego Parku Narodowego i ZIiGR PAN w Gołyszu. 
Dorobek naukowy Profesora obejmuje 245 publikacji, w tym 85 oryginalnych prac naukowych, 102 artykuły i komunikaty naukowe, tłumaczenia dwóch książek oraz współautorstwo „Encyklopedii rybacko-wędkarskiej”, 7 skryptów, 12 instrukcji wdrożeniowych oraz kilkudziesięciu ekspertyz i opinii. Prowadził wykłady i seminaria z akwakultury i rybactwa jeziorowego zarówno na macierzystym wydziale oraz na uczelniach zagranicznych. 
Profesor był promotorem 128 magistrów, 8 doktorów, doktora honoris causa oraz opiekunem 3 doktorów habilitowanych. Był recenzentem dorobku naukowego kandydatów do tytułu: doktora honoris causa (1), profesora (8), na stopień doktora habilitowanego (10) oraz dysertacji doktorskich (9) i rozpraw habilitacyjnych (7). 
Pełnił funkcję redaktora wydawanych na Wydziale dwóch ogólnopolskich serii czasopism naukowych: Piscaria w „Acta Scientiarum Polonorum” oraz Fisheries w „Electronic Journal of Polish Agricultural Universities” (EJPAU).
Zmarł w wieku 91 lat i został pochowany na Cmentarzu Centralnym w Szczecinie w kwaterze 31B/8/7.

## Wybrane publikacje
- Przewodnik do ćwiczeń z rybactwa. Wydawnictwo Akademii Rolniczej, Szczecin 1978 (wsp. Jarosław Filipiak)[14]
- Wpływ mieszanek paszowych wzbogaconych o różne rodzaje tłuszczów na podstawowe wskaźniki chowu narybku karpi w wodzie pochłodniczej. Zesz. Nauk. AR Wrocław 1992, 218, s. 81-88. (wsp. Jarosław Filipiak)
- Rybactwo. Gospodarka na wodach otwartych. Przewodnik do ćwiczeń. Akademia Rolnicza w Szczecinie.  Wydawnictwo Akademii Rolniczej, Szczecin 1996, 209 ss. ISBN 83-86521-90-2 (wsp. Jarosław Filipiak, Jacek Sadowski)
- Effects of different dietary lipid levels in extruded food on the growth of 1+-old carp (Cyprrinus Carpio) cultured in cooling water. „Acta Ichthyologia et Piscatoria” 1998, 2, s. 27-37 (wsp. Jarosław Filipiak, Antoni Przybył, Jacek Sadowski, Magdalena Plust)[15]

## Odznaczenia i nagrody
- Złota Odznaka ZNP (1972)[16]
- Medal „Zasłużony dla Akademii Rolniczej w Szczecinie”[17]
- Nagroda  indywidualna II stopnia Ministra Nauki i Szkolnictwa Wyższego za osiągnięcia dydaktyczne (1975)[18]
- Nagrody zespołowe II stopnia Ministra Nauki i Szkolnictwa Wyższego za osiągnięcia naukowo-badawcze (1977, 1982, 1988)[18]
- Nagroda Wojewody Szczecińskiego za osiągnięcia naukowo-badawcze (1978)[19]
- Nagroda indywidualna III stopnia za Ministra Edukacji Narodowej za osiągnięcia naukowo-badawcze (1990)[19]